# Claire Dunphy
Claire Melinda Pritchett-Dunphy (Californië, 3 maart 1970) is een personage uit de sitcom Modern Family dat vertolkt wordt door Julie Bowen.

## Biografie
Claire is de vrouw van Phil, de dochter van Jay, de oudere zus van Mitchell, de stiefdochter van Gloria, de stiefzus van Manny, de halfzus van Joe en de moeder van Luke, Alex en Haley. Ooit was ze een wild kind, dat veel fouten maakte over de jaren heen. Ze is bang dat haar kinderen, en dan vooral Haley, dezelfde fouten zouden maken. Ze is regelmatig onderhevig aan stress, die meestal veroorzaakt wordt door haar familie. Claire heeft last met het controleren van Haleys onafhankelijkheid en de daarbij horende onverantwoordelijkheid, Alex haar manipulativiteit en Lukes gebrek aan gezond verstand. Ook haar man Phil weet haar geregeld te irriteren.
Claire is erg competitief, en ze kan er absoluut niet tegen dat iemand tegen haar in gaat. Ze wordt snel boos en paranoïde. Ze wil haar huis altijd proper. Cameron en Mitchell zien Claire als een ervaren ouder, en vragen haar dan ook geregeld advies voor hun eigen dochter, Lily. Ze houdt van lopen en lezen. Ze heeft een obsessie voor Halloween, ze noemt het haar "crazy lady holiday". De erg levendige decors en versieringen schrikken de buren dan ook af.
Claire is een perfectioniste. Phil zegt hierover: "Wanneer iedereen iets prachtigs ziet, is al wat zij ziet een minuscule fout." Daarnaast is ze ook zeer slecht in het geven van cadeaus. Phil kocht een armband voor haar, waarop zij hem een bon voor vijf gratis knuffels gaf. Ten slotte heeft ze onbedoeld de gewoonte om te glimlachen wanneer zij slecht nieuws moet overbrengen. Toen haar buurman meneer Kleezak overleed, vertelde zij met een onopzettelijke grote glimlach op haar gezicht het slechte nieuws aan de kennissen van haar buurman.
Haar stiefbroer is Manny Delgado. Later in de serie krijgt Claire een halfbroer erbij, de zoon van haar vader en haar stiefmoeder Gloria: Joe. Ze is jaloers op Gloria die alle aandacht krijgt omwille van haar mooie figuur. Ze vond het dan ook fantastisch dat Gloria zwanger was, omdat ze dan dikker zou worden.

## Ontvangst
Julie Bowens optreden werd geprezen door Ken Tucker van Entertainment Weekly die zei: "Bowen's Claire could have been a blank blonde cipher. Far from it: Bowen's wide array of silent gazes at the camera, her slow-burns at her clan's bad behavior, and her ability to freak out without seeming nutso crazy makes her an essential, stand-out part of TV's best freshman ensemble cast."
Bedenkers: Steven Levitan · Christopher Lloyd 

Hoofdpersonages: Jay Pritchett (Ed O'Neill) · Gloria Delgado-Pritchett (Sofía Vergara) · Claire Dunphy (Julie Bowen) · Phil Dunphy (Ty Burrell) · Mitchell Pritchett (Jesse Tyler Ferguson) · Cameron Tucker (Eric Stonestreet) · Luke Dunphy (Nolan Gould) · Haley Dunphy (Sarah Hyland) · Manny Delgado (Rico Rodriguez II) · Alex Dunphy (Ariel Winter) · Lily Tucker-Pritchett (Aubrey Anderson-Emmons) · Joe Pritchett (Jeremy Maguire)

Voornaamste nevenpersonages: Dylan Marshall (Reid Ewing) · Andy Bailey (Adam DeVine) · Pameron Tucker (Dana Powell)  · Ben (Joe Mande) · Frank Dunphy (Fred Willard) · Pepper Saltzman (Nathan Lane) · Ronaldo (Christian Barillas) · Stella (Brigitte the Dog) · Larry (Frosty the Cat)